# Lomas de Solymar

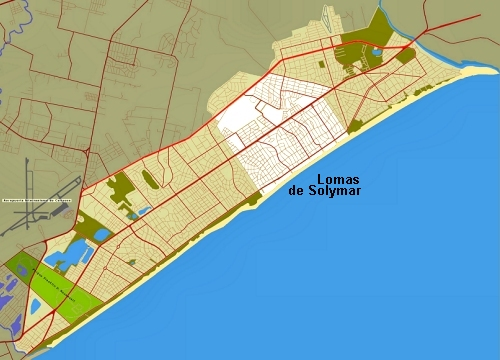
Locatie van Lomas de Solymar in Ciudad de la Costa

Lomas de Solymar is een stad in Uruguay. Ze vormt sinds 1994 een onderdeel van de nieuwe agglomeratie Ciudad de la Costa. Lomas de Solymar grenst in het oosten aan El Pinar en Solymar in het westen.

## Inwoners
| Jaar | Populatie |
| ---- | --------- |
| 1963 | 135       |
| 1975 | 1.266     |
| 1985 | 3.974     |
| 1996 | 10.843    |
| 2004 | 16.018    |
| 2011 | 19.124    |